# Pettelaarse Schans

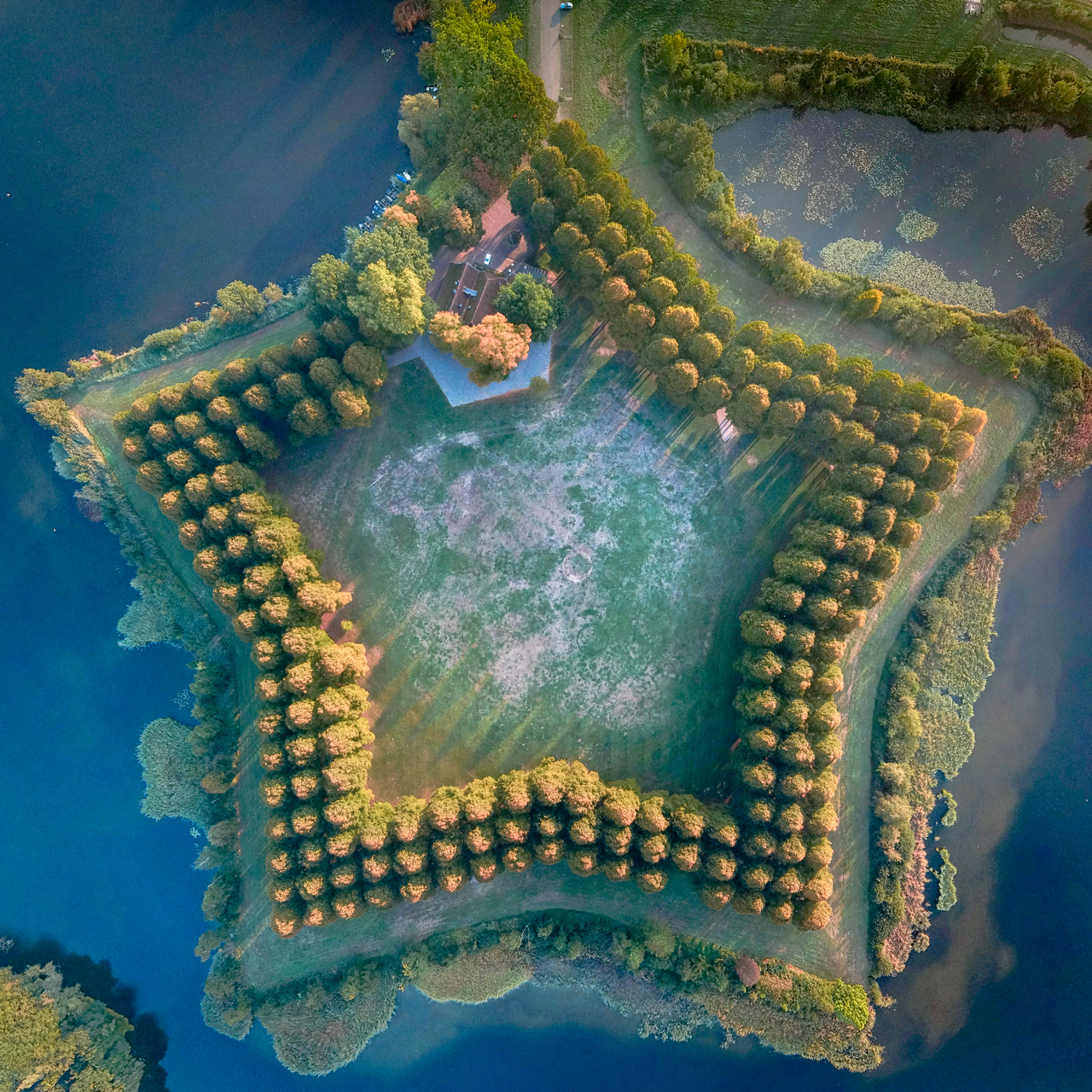
De Pettelaarse Schans van boven (okt 2018).

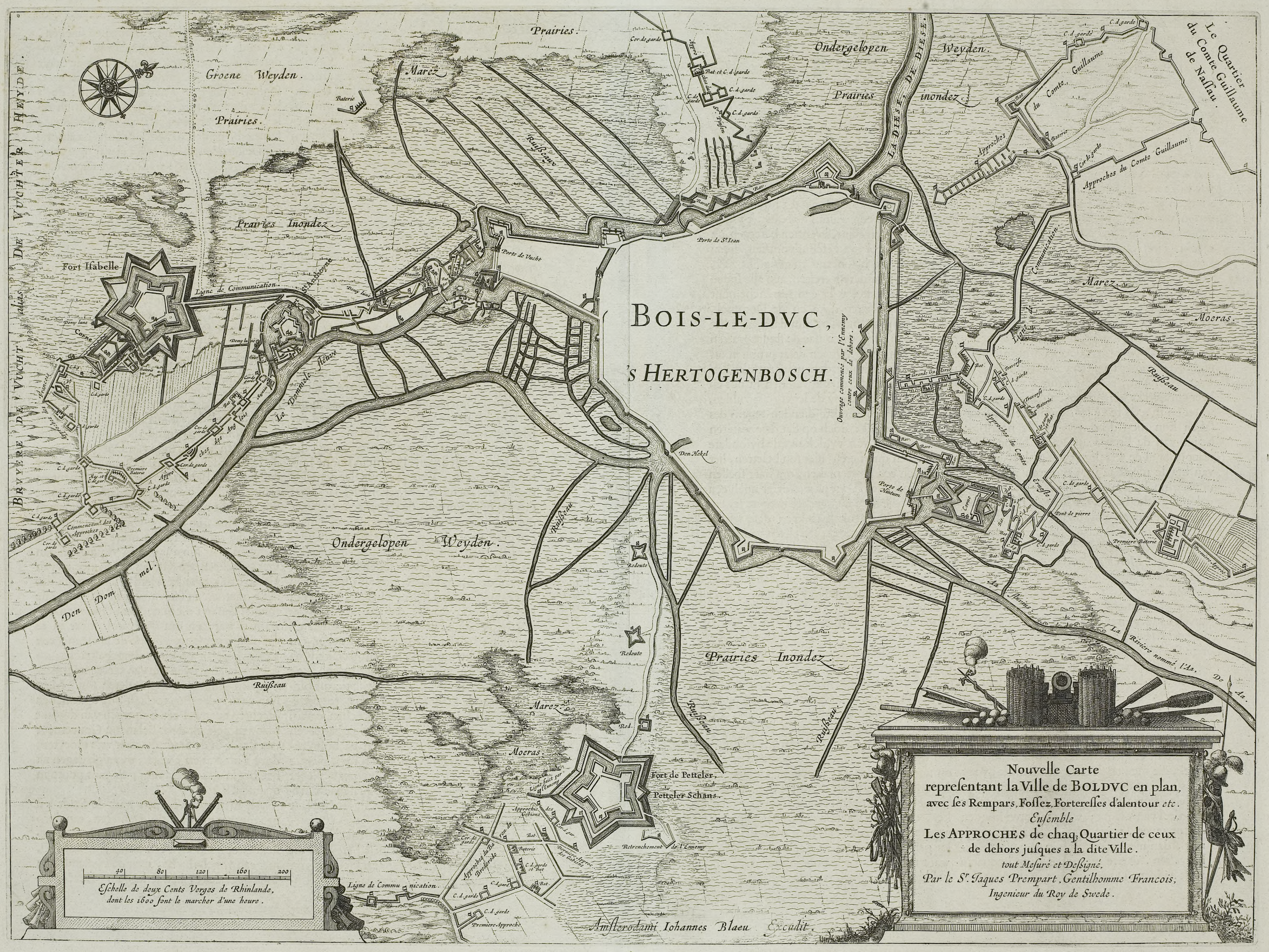
Kaart van Den Bosch tijdens het beleg van 1629. Aan de linkerzijde is fort Isabella te zien. Naast fort Isabella ligt het kleinere fort Sint-Anthonie. Onder is fort De Pettelaar te zien.

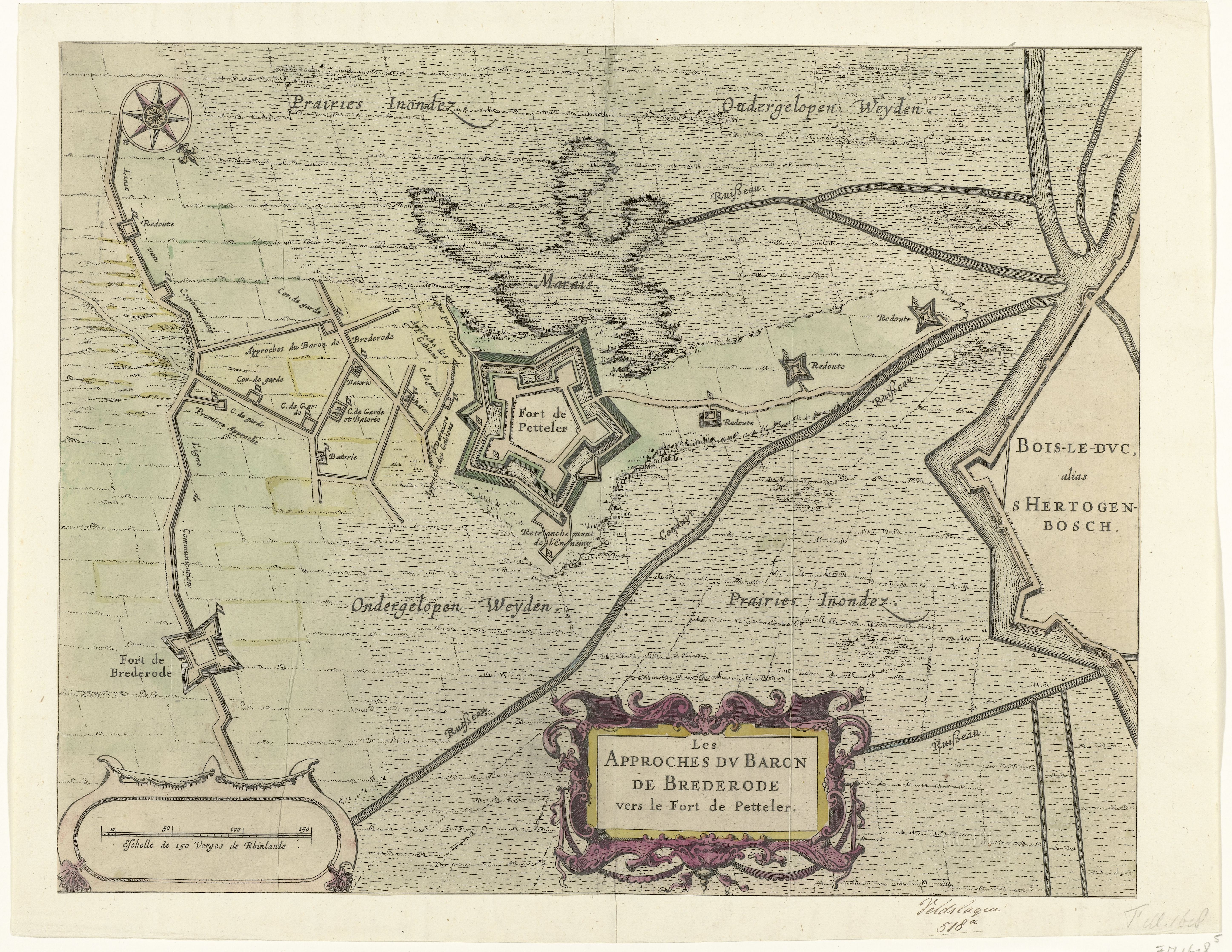
Loopgraven van het Staatse leger onder Brederode tot aan Fort Pettelaar tijdens het beleg van Den Bosch, 1629

De Pettelaarse Schans of Fort Saint Michèl was een fort ten zuiden van de stad 's-Hertogenbosch.

## Bouw en sloop
Het fort werd in 1623 gebouwd, nadat Maurits van Oranje in 1603 en 1622 de stad probeerde in te nemen. Bij elke aanval lieten de Bosschenaren het moeras rondom de stad onder water lopen. Bij beide aanvallen bezette Maurits een hoogte ten zuiden van de stad. De Bosschenaren zagen het belang van deze hoogte in. Nadat Maurits was verslagen, bouwden de Bosschenaren op deze hoogte in 1623 de Pettelaarse Schans.
Zes jaar later, bij het Beleg van 's-Hertogenbosch door Frederik Hendrik van Oranje-Nassau werd hier gevochten, maar het Spaanse gezag van de stad voorkwam niet dat Frederik Hendrik uiteindelijk de stad innam.
Uiteindelijk werd het fort in 1672 bij het begin van de Hollandse Oorlog gesloopt, om te voorkomen, dat de legers van Frankrijk het fort in bezit namen. Het fort was al in verval geraakt en had geen militaire functie meer.

## Na de sloop
In september 1911 was De Pettelaar heel even Nederlands eerste militaire vliegveld. Er vonden oefeningen plaats van de landmacht, die bij wijze van proef zes vliegeniers had uitgenodigd om, met hun eigen vliegtuigjes, verkenningsvluchten uit te voeren. Onder hen was sergeant Marinus van Meel. Pas in 1913 kocht defensie de eerste eigen vliegtuigen aan. Die werden gestationeerd op de Vliegbasis Soesterberg, want De Pettelaar was te klein bevonden.
Bij de aanleg van de Zuiderplas in 1959 werd het voormalige fort gereconstrueerd.
De Pettelaarse Schans heeft de vorm van een ster met vijf punten, omringd door water van de Zuiderplas. Dit meer is via Pettelaarse Vaartgraaf verbonden met de Stadsgracht. Die komt op zijn beurt uit de Dommel. Waar vroeger het fort stond, staat een rij bomen, om te markeren waar het fort stond. Op de schans staat de  voormalige boerderij De Pettelaar, uit 1880, die gebouwd is op restanten van het fort. Het gebouw wordt gebruikt als restaurant.

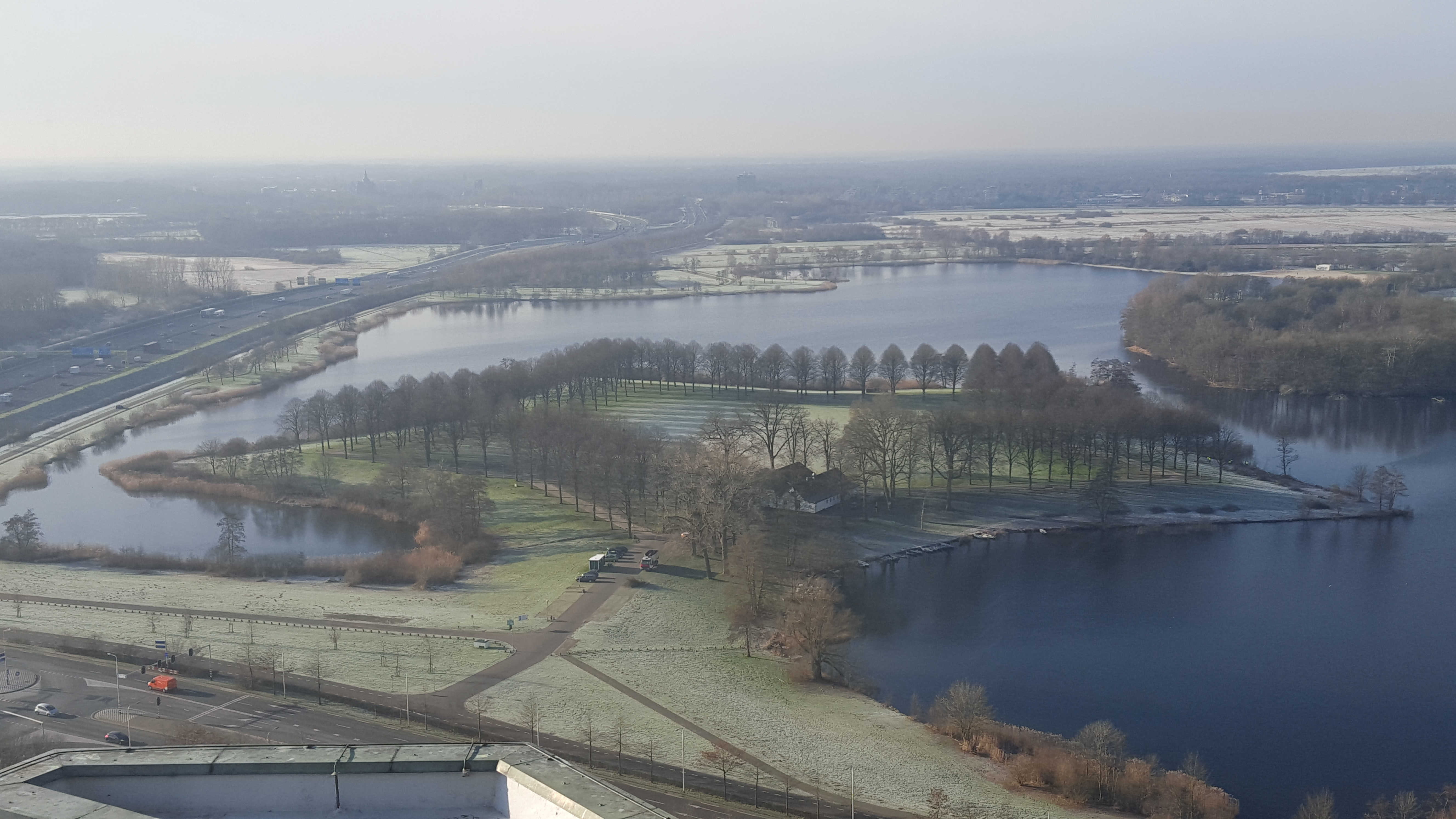
Pettelaarse Schans gezien vanaf de bovenste verdieping van het Provinciehuis Noord-Brabant